# Europees kampioenschap voetbal mannen onder 19 - 2015
Het Europees kampioenschap voetbal mannen onder 19 van 2015 (kortweg: EK voetbal -19) was de 31ste editie van het Europees kampioenschap voetbal mannen onder 19 en was bedoeld voor spelers die op of na 1 januari 1996 geboren waren. Ondanks de leeftijdgrens van 19 jaar mochten ook spelers van 20 jaar meespelen omdat de leeftijdsgrens alleen bij het begin van de kwalificatie voor het EK gold. Het toernooi werd gespeeld in Griekenland en gewonnen door Spanje.

## Gekwalificeerde teams

Deelnemende landen

| # | Land        | Gekwalificeerd als          | Beste prestatie                                 |
| - | ----------- | --------------------------- | ----------------------------------------------- |
| 1 | Griekenland | Gastland                    | Tweede (2007 en 2012)                           |
| 2 | Spanje      | Eliteronde: Winnaar groep 1 | Kampioen (2002, 2004, 2006, 2007, 2011 en 2012) |
| 3 | Duitsland   | Eliteronde: Winnaar groep 2 | Kampioen (2008 en 2014)                         |
| 4 | Rusland     | Eliteronde: Winnaar groep 3 | Groepsfase (2007)                               |
| 5 | Nederland   | Eliteronde: Winnaar groep 4 | Groepsfase (2010 en 2013)                       |
| 6 | Oekraïne    | Eliteronde: Winnaar groep 5 | Kampioen (2009)                                 |
| 7 | Oostenrijk  | Eliteronde: Winnaar groep 6 | Tweede (2003, 2006 en 2014)                     |
| 8 | Frankrijk   | Eliteronde: Winnaar groep 7 | Kampioen (2005 en 2010)                         |

## Stadions
| Larisa                            | · Larisa Berroia Katerini |  |
| AEL FC Arena Capaciteit: 16.118   | · Larisa Berroia Katerini |  |
| Berroia                           | · Larisa Berroia Katerini |  |
| Veriastadion Capaciteit: 5.900    | · Larisa Berroia Katerini |  |
| Katerini                          | · Larisa Berroia Katerini |  |
| Katerinistadion Capaciteit: 4.956 | · Larisa Berroia Katerini |  |

## Groepsfase

### Groep A
| Pos. | Land        | GW | W | G | V | DV | DT | +/− | Ptn. |
| ---- | ----------- | -- | - | - | - | -- | -- | --- | ---- |
| 1    | Frankrijk   | 3  | 3 | 0 | 0 | 6  | 1  | +5  | 9    |
| 2    | Griekenland | 3  | 1 | 1 | 1 | 2  | 2  | 0   | 4    |
| 3    | Oostenrijk  | 3  | 0 | 2 | 1 | 2  | 3  | –1  | 2    |
| 4    | Oekraïne    | 3  | 0 | 1 | 2 | 3  | 7  | –4  | 1    |

|                          |                               |         |          |                                                      |
| 6 juli 2015 19.30 (MEZT) | Griekenland                   | 2–0     | Oekraïne | Veriastadion, Berroia Scheidsrechter: Anthony Taylor |
| 6 juli 2015 19.30 (MEZT) | Orfanidis 20' Karachalios 76' | Verslag |          | Veriastadion, Berroia Scheidsrechter: Anthony Taylor |

|                          |                    |         |           |                                                          |
| 6 juli 2015 20.00 (MEZT) | Oostenrijk         | 0–1     | Frankrijk | Katerinistadion, Katerini Scheidsrechter: Georgi Kabakov |
| 6 juli 2015 20.00 (MEZT) | Gluhakovic 6', 77' | Verslag | 34' Blin  | Katerinistadion, Katerini Scheidsrechter: Georgi Kabakov |

|                          |             |         |                                                     |                                                       |
| 9 juli 2015 18.00 (MEZT) | Oekraïne    | 1–3     | Frankrijk                                           | AEL FC Arena, Larisa Scheidsrechter: Andris Treimanis |
| 9 juli 2015 18.00 (MEZT) | Zoebkov 55' | Verslag | 31' Guirassy 62' Dembélé 90+2' (e.d.) Loekjantsjoek | AEL FC Arena, Larisa Scheidsrechter: Andris Treimanis |

|                          |             |     |            |                                                     |
| 9 juli 2015 20.00 (MEZT) | Griekenland | 0–0 | Oostenrijk | AEL FC Arena, Larisa Scheidsrechter: Andreas Ekberg |
| 9 juli 2015 20.00 (MEZT) | Verslag     |     |            | AEL FC Arena, Larisa Scheidsrechter: Andreas Ekberg |

|                           |                         |         |             |                                                       |
| 12 juli 2015 20.00 (MEZT) | Frankrijk               | 2–0     | Griekenland | Katerinistadion, Katerini Scheidsrechter: Marco Guida |
| 12 juli 2015 20.00 (MEZT) | Diakhaby 5' Dembélé 64' | Verslag |             | Katerinistadion, Katerini Scheidsrechter: Marco Guida |

|                           |                               |         |                 |                                                    |
| 12 juli 2015 20.00 (MEZT) | Oekraïne                      | 2–2     | Oostenrijk      | Veriastadion, Berroia Scheidsrechter: Tamás Bognár |
| 12 juli 2015 20.00 (MEZT) | Zoebkov 14' Loetsjkevytsj 63' | Verslag | 47' 87' Kvasina | Veriastadion, Berroia Scheidsrechter: Tamás Bognár |

### Groep B
| Pos. | Land      | GW | W | G | V | DV | DT | +/− | Ptn. |
| ---- | --------- | -- | - | - | - | -- | -- | --- | ---- |
| 1    | Rusland   | 3  | 1 | 1 | 1 | 5  | 4  | +1  | 4    |
| 2    | Spanje    | 3  | 1 | 1 | 1 | 5  | 4  | +1  | 4    |
| 3    | Nederland | 3  | 1 | 1 | 1 | 2  | 2  | 0   | 4    |
| 4    | Duitsland | 3  | 1 | 1 | 1 | 3  | 5  | –2  | 4    |

|                          |                    |         |                     |                                                   |
| 7 juli 2015 17.30 (MEZT) | Nederland          | 1–0     | Rusland             | AEL FC Arena, Larisa Scheidsrechter: Tamás Bognár |
| 7 juli 2015 17.30 (MEZT) | Van Amersfoort 44' | Verslag | 20', 62' Likhatsjev | AEL FC Arena, Larisa Scheidsrechter: Tamás Bognár |

|                          |           |         |                                                     |                                                  |
| 7 juli 2015 20.45 (MEZT) | Duitsland | 0–3     | Spanje                                              | AEL FC Arena, Larisa Scheidsrechter: Marco Guida |
| 7 juli 2015 20.45 (MEZT) |           | Verslag | 8' Merino 72' (pen.) Mayoral 90' Nahuel 89' Pedraza | AEL FC Arena, Larisa Scheidsrechter: Marco Guida |

|                           |             |         |                                                               |                                                      |
| 10 juli 2015 18.00 (MEZT) | Spanje      | 1–3     | Rusland                                                       | Veriastadion, Berroia Scheidsrechter: Georgi Kabakov |
| 10 juli 2015 18.00 (MEZT) | Mayoral 14' | Verslag | 37' Barinov 49' Gasilin 54' Sjejdajev 51', 70' Khodzhanijazov | Veriastadion, Berroia Scheidsrechter: Georgi Kabakov |

|                           |           |         |           |                                                          |
| 10 juli 2015 20.00 (MEZT) | Duitsland | 1–0     | Nederland | Katerinistadion, Katerini Scheidsrechter: Anthony Taylor |
| 10 juli 2015 20.00 (MEZT) | Rizzo 89' | Verslag |           | Katerinistadion, Katerini Scheidsrechter: Anthony Taylor |

|                           |                                     |         |                       |                                                          |
| 13 juli 2015 20.00 (MEZT) | Rusland                             | 2–2     | Duitsland             | Katerinistadion, Katerini Scheidsrechter: Andreas Ekberg |
| 13 juli 2015 20.00 (MEZT) | Kehrer 32' (e.d.) Bezdenezhnikh 45' | Verslag | 12' Kehrer 65' Werner | Katerinistadion, Katerini Scheidsrechter: Andreas Ekberg |

|                           |                  |         |                           |                                                        |
| 13 juli 2015 20.00 (MEZT) | Spanje           | 1–1     | Nederland                 | Veriastadion, Berroia Scheidsrechter: Andris Treimanis |
| 13 juli 2015 20.00 (MEZT) | Mirani 8' (e.d.) | Verslag | 54' (pen.) Van Amersfoort | Veriastadion, Berroia Scheidsrechter: Andris Treimanis |

## Knock-outfase
|  | halve finale       | halve finale     |  |         | finale             | finale             |
|  |                    |                  |  |         |                    |                    |
|  | 16 juli – Katerini |                  |  |         |                    |                    |
|  | Frankrijk          | 0                |  |         |                    |                    |
|  | Spanje             | 2                |  |         | 19 juli – Katerini | 19 juli – Katerini |
|  |                    |                  |  |         | Spanje             | 2                  |
|  | 16 juli – Larisa   | 16 juli – Larisa |  | Rusland | 0                  |                    |
|  | Rusland            | 4                |  |         |                    |                    |
|  | Griekenland        | 0                |  |         |                    |                    |

### Halve finales
|                           |                                                    |         |                |                                                   |
| 16 juli 2015 18.00 (MEZT) | Rusland                                            | 4–0     | Griekenland    | AEL FC Arena, Larisa Scheidsrechter: Tamás Bognár |
| 16 juli 2015 18.00 (MEZT) | Tsjernov 50', 79' Gasilin 52' Sjejdajev 65' (pen.) | Verslag | 68' Tselepidis | AEL FC Arena, Larisa Scheidsrechter: Tamás Bognár |

|                           |           |         |                  |                                                          |
| 16 juli 2015 20.45 (MEZT) | Frankrijk | 0–2     | Spanje           | Katerinistadion, Katerini Scheidsrechter: Andreas Ekberg |
| 16 juli 2015 20.45 (MEZT) |           | Verslag | 88', 90' Asensio | Katerinistadion, Katerini Scheidsrechter: Andreas Ekberg |

### Finale
|                           |                        |         |         |                                                          |
| 19 juli 2015 20.00 (MEZT) | Spanje                 | 2–0     | Rusland | Katerinistadion, Katerini Scheidsrechter: Anthony Taylor |
| 19 juli 2015 20.00 (MEZT) | Mayoral 39' Nahuel 78' | Verslag |         | Katerinistadion, Katerini Scheidsrechter: Anthony Taylor |

## Doelpuntenmakers
3 doelpunten
- Borja Mayoral

2 doelpunten
- Marco Asensio
- Matías Nahuel
- Moussa Dembélé
- Oleksandr Zoebkov
- Marko Kvasina

- Pelle van Amersfoort
- Nikita Tsjernov
- Aleksei Gasilin
- Ramil Sjejdajev

1 doelpunt
- Petros Orfanidis
- Zisis Karachalios
- Alexis Blin
- Mouctar Diakhaby
- Serhou Guirassy
- Mikel Merino

- Dmitri Barinov
- Igor Bezdenezhnikh
- Gianluca Rizzo
- Thilo Kehrer
- Timo Werner
- Valerij Loetsjkevytsj

1 eigen doelpunt
- Pavlo Loekjantsjoek (tegen Frankrijk)
- Thilo Kehrer (tegen Rusland)
- Damon Mirani (tegen Spanje)